# Уэскар (комарка)

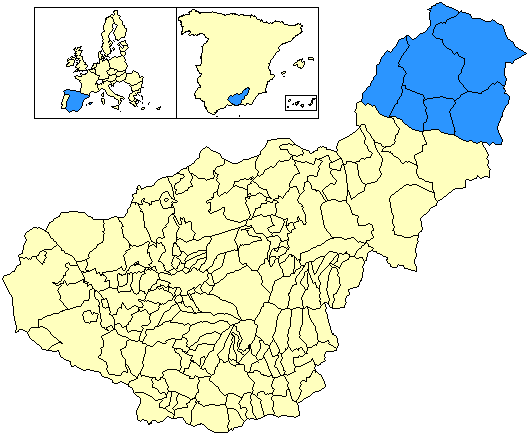

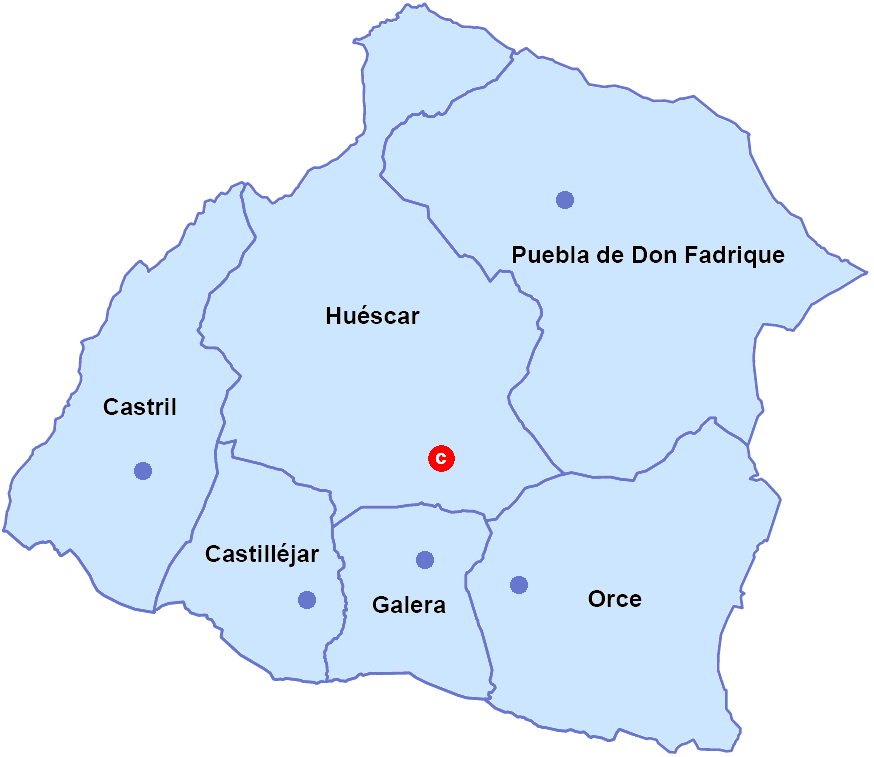

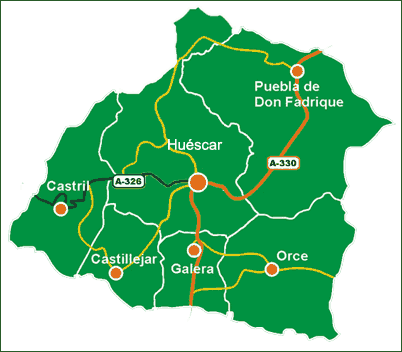

Уэскар (исп. Comarca de Huéscar)  — район (комарка) в Испании, входит в провинцию Гранада в составе автономного сообщества Андалусия. На севере граничит с комарками Нороэсте (провинция Мурсия) и Сьерра-дель-Сегура (провинция Альбасете), на западе — с комарками Сьерра-де-Касорла и Сьерра-де-Сегура (провинция Хаэн), на востоке — с комаркой Лос-Велес (провинция Альмерия), на юге — с комаркой Баса. Включается в территорию испанского Леванта.

## Муниципалитеты
| Муниципалитет         | Население | Площадь км² | Плотность населения чел./км² | Педании |
| --------------------- | --------- | ----------- | ---------------------------- | --- |
| Галера                | 1 278     | 117,89      | 8,97                         | Буэнависта, Кортихос-дель-Кура, Ла-Алькерия, Риего-Нуэво |
| Кастильехар           | 1 564     | 131,33      | 12,03                        | Ла-Сакристия, Лос-Каррионес, Лос-Оливос |
| Кастриль              | 2 378     | 243,26      | 10,08                        | Аламильо, Альмонтарас, Исидорос, Каньядас, Корралон, Кортихильос, Кукильо, Лос-Торрес, Мануэль Диас, Мартин, Пуэнтесуэла, Себас, Солана, Тала-Бартоло, Фатима, Фуэнте-Вера |
| Орсе                  | 1 301     | 324,96      | 4,07                         | Вента-Мисена, Посо-де-ла-Руэда, Фуэнте-Нуэва |
| Пуэбла-де-Дон-Фадрике | 2 393     | 523,38      | 4,73                         | Альмасилес, Бухехар, Касас-де-Дон-Хуан, Кортихос-Нуэвос, Лобрега, Тоскана-Нуэва                                                                                            |
| Уэскар                | 8 015     | 473,46      | 17,27                        | Баррио-Нуэво, Баррио-Нуэво-де-Сан-Клементе, Дуда, Канал-де-Сан-Клементе, Ла-Парра                                                                                          |